# Phragmanthera batangae
Phragmanthera batangae là một loài thực vật có hoa trong họ Loranthaceae. Loài này được (Engl.) Balle miêu tả khoa học đầu tiên năm 1982.